# Tomasz Adamek
Tomasz Adamek est un boxeur polonais né le 1er décembre 1976 à Żywiec.

## Carrière
En 1998, il décroche la médaille de bronze aux championnats d'Europe de boxe amateur, dans la catégorie des mi lourds puis devient champion du monde des mi-lourds WBC le 21 mai 2005 en dominant aux points Paul Briggs.
Le 15 octobre 2005, Adamek bat pour la 1re défense de son titre l'allemand Thomas Ulrich par KO à la 6e reprise. Vainqueur une 2e fois de Briggs le 7 octobre 2006, il est détrôné par Chad Dawson le 3 février 2007.
Le boxeur polonais poursuit sa carrière en lourds légers et bat notamment O'Neil Bell le 18 avril 2008 au 8e round avant de remporter le 11 décembre 2008 la ceinture IBF aux dépens de Steve Cunningham. Il conserve cette ceinture en battant l'américain Jonathon Banks le 27 février 2009 (arrêt de l'arbitre à la 8e reprise) puis Bobby Gunn le 11 juillet 2009 (arrêt de l'arbitre à la fin de la 4e reprise).
Adamek laisse son titre vacant le 18 octobre 2009 pour affronter en poids lourds le 24 octobre son compatriote Andrew Golota, ceinture IBF International en jeu. Il l'emporte par arrêt de l'arbitre au 5e round puis confirme ce succès en dominant aux points l'américain Jason Estrada le 6 février 2010 puis Chris Arreola le 24 avril (il s'empare alors du titre nord américain NABO), Michael Grant le 21 août, Vinny Maddalone le 9 décembre et Kevin McBride le 9 avril 2011.
Le 10 septembre 2011, il affronte Vitali Klitschko pour le titre de champion du monde WBC au stade municipal de Wrocław mais s'incline par arrêt de l'arbitre au 10e round. Le 16 juin 2012, il est opposé à Eddie Chambers, et remporte le combat par décision unanime des juges. Tomasz bat ensuite au 5e round Travis Walker le 8 septembre 2012 puis Steve Cunningham de peu aux points le 22 décembre 2012, la décision étant controversée. Après un nouveau succès contre Dominick Guinn, il s'incline aux points face à Vyacheslav Glazkov le 15 mars 2014 puis contre Eric Molina au 10e round le 2 avril 2016.